# Ripipterygidae
Ripipterygidae zijn een familie van rechtvleugelige insecten die behoren tot de kortsprietigen.

## Taxonomie
De volgende geslachten zijn bij de familie ingedeeld:
- Mirhipipteryx Günther, 1969
- Ripipteryx Newman, 1834